# Falniowskia neglectissima
Falniowskia neglectissima је пуж из реда Littorinimorpha.

## Угроженост
Ова врста је на нижем степену опасности од изумирања, и сматра се скоро угроженим таксоном.

## Распрострањење
Врста има станиште у јужној Пољској и Словачкој.